# Chiara Di Battista
Chiara Di Battista (Frisa, 1º dicembre 1996) è un'ex ginnasta italiana.

## Carriera sportiva
Comincia a fare ginnastica all'età di 8 anni nella società Armonia d'Abruzzo. Campionessa nazionale di categoria nel 2008, 2009, 2011 e 2012. Con la squadra della sua società vince per ben 6 anni consecutivi il campionato nazionale di serie A1 (2008-2013). Nel 2010 e nel 2012 partecipa all'Aeon Cup a Tokio, competizione riservata alle società più forti del mondo.
Nel 2009 entra a far parte del team nazionale junior. Inizia la sua carriera internazionale partecipando alla World Cup di Pesaro nel 2009, unica ginnasta italiana a centrare tutte le finali. Ottiene ottimi risultati anche in altre competizioni internazionali. A Dicembre del 2009 Chiara diventa una delle ginnaste italiane più forti, vincendo la medaglia di bronzo alle Gymnasiade 2009 a Doha. Nello stesso anno c'è la sua prima partecipazione al Campionato nazionale Assoluto, nonostante Chiara sia soltanto al suo primo anno da ginnasta junior.
Nel 2010 partecipa al Grand prix di Thiais, agli LA Lights a Los Angeles e alla seconda edizione della World Cup di Pesaro, dove Chiara vince una medaglia di bronzo e una medaglia d'argento. Lo stesso anno partecipa ai Campionati europei di ginnastica ritmica a Brema, insieme a Veronica Bertolini e a Giulia Pala, dove con la fune raggiunge la finale classificandosi 7º.
Nel 2011 diventa il capitano della squadra nazionale junior, formata da Alessia Russo, Alessia Medoro, Francesca Medoro, Carmen Crescenzi e Valentina Savastio, allenata da Germana Germani. Partecipano alla World Cup di Pesaro, alla World Cup a Portimão, e ai Campionati europei di ginnastica ritmica 2011 a Minsk, dove raggiungono uno storico sesto posto. Chiara, una volta tornata ad allenarsi individualmente, sale sul gradino più alto del podio del 27º Trofeo Cariprato a Prato. Ai campionati Assoluti vince una medaglia d'argento e un di bronzo.
A fine anno ha un infortunio al ginocchio che la costringe ad operarsi e a restare lontano dalla pedana per molti mesi.
Nel 2012 comincia la sua carriera da ginnasta senior. Partecipa alla quarta edizione della World Cup di Pesaro, alla World Cup di Penza, al Torneo internazionale di Lubiana, e alla Impala Cup. Vince la medaglia di bronzo al Torneo Pre-Olimpico di Follonica.
Nel 2013 a causa di un infortunio all'anca, che la vede costretta ad operarsi per due volte, Chiara lascia l'attività agonistica, iniziando però una nuova carriera in veste di allenatrice presso la sua società Armonia d'Abruzzo.

## Televisione
Nel 2011 partecipa al programma televisivo Romanzo Familiare, insieme ad Alessia Russo, Federica Febbo e alla sua famiglia.
Nel 2015 con Alessia Russo e Chiara Ianni gira uno spot per un noto spumante piemontese.[1]